# Xikers
Xikers (stylisé en minuscules, coréen : 싸이커스) est un groupe masculin sud-coréen formé par KQ Entertainment. Le groupe est composé de dix membres : Minjae, Junmin, Sumin, Jinsik, Hyunwoo, Junghoon, Seeun, Yujun, Hunter et Yechan.

## Nom
Le groupe tire son nom d'une combinaison de la lettre « x », symbolisant les coordonnées, et du mot « hiker », signifiant voyageur. Au total, le nom du groupe fait référence à « des garçons qui voyagent dans le temps et l'espace à la recherche de coordonnées ».

## Histoire

### Activités de formation et de pré-début
Fin 2018, Yechan a participé à l'émission de télé-réalité Under Nineteen (en). Cependant, il a été éliminé et placé au rang 15 dans l'épisode final.
En août 2022, KQ Entertainment publie des interviews de dix stagiaires sur sa chaîne YouTube : Minjae et Junmin le 15 août, Sumin et Jinsik le 16 août, Hyunwoo et Junghoon le 17 août, Seeun et Hunter le 18 août, Yujun et Yechan le 19 août. Le groupe est connu sous le nom de KQ Fellaz 2 avant ses débuts. Le 20 août, KQ Entertainment a publié une vidéo YouTube mettant en vedette les dix membres ensemble pour la première fois interprétant une chorégraphie sur Iffy (en) de Chris Brown. Le 23 août, le groupe crée sa première Web-série Ready to One, qui suit les membres pendant qu'ils s'entraînent à Los Angeles, Californie.
En septembre 2022, pour la finale de Ready to One, KQ Fellaz 2 sort le clip de Geek, une chanson composée et produite par Minjae. La vidéo rend hommage à la chanson auto-composée From par les partenaires du label Ateez et est téléchargée sur la chaîne YouTube de KQ Entertainment le 17 septembre. La première émission de téléréalité de KQ Fellaz 2, The Player: KPOP Quest, est créée le même jour.

### 2023-présent: révélation du nom du groupe, débuts et série House of Tricky
Le 24 février 2023, KQ Entertainment dévoile le nom du groupe KQ Fellaz 2 sous le nom de Xikers et ouvre les comptes officiels du groupe sur les réseaux sociaux.
En mars 2023, Xikers annonce qu'ils feront leurs débuts le 30 mars. Le 15 mars, il est annoncé que le groupe tiendra un showcase la veille de ses débuts au SBS Prism Tower Auditorium et qu'il sera également diffusé en direct sur la chaîne Youtube de KQ Entertainment. Le 30 mars, Xikers sort son premier EP, House of Tricky: Doorbell Ringing (en) et ses doubles singles Tricky House et Rockstar. L'album culmine à la quatrième place du classement Circle Album Chart hebdomadaire et se vend à 97 857 exemplaires. Au cours de sa première semaine, l'album s'écoule à plus de 100 000 exemplaires, soit le cinquième chiffre de vente le plus élevé pour un premier album en Corée du Sud sur le Hanteo Chart.
En juillet 2023, Xikers annoncé qu'ils sortiront un nouvel album le 2 août. Le 10 juillet, le groupe révèle le titre de leur deuxième EP sur leurs comptes officiels de réseaux sociaux. Le 2 août, Xikers sort son deuxième EP, House of Tricky: How to Play et ses doubles singles Do or Die et Home Boy.

## Membres
| Nom de scène | Nom de scène | Nom de naissance           | Nom de naissance    | Date de naissance | Nationalité | Position                           |
| Romanisé     | Coréen       | Romanisé                   | Cor./Tha.           | Date de naissance | Nationalité | Position                           |
| ------------ | ------------ | -------------------------- | ------------------- | ----------------- | ----------- | ---------------------------------- |
| Minjae       | 민재         | Kim Min-jae                | 김민재              | 10 avril 2003     | Sud-coréen  | leader, rappeur, chanteur          |
| Junmin       | 준민         | Park Jun-min               | 박준민              | 24 mai 2003       | Sud-coréen  | danseur, chanteur                  |
| Sumin        | 수민         | Choi Su-min                | 최수민              | 7 avril 2004      | Sud-coréen  | rappeur                            |
| Jinsik       | 진식         | Ham Jin-sik                | 함진식              | 30 juillet 2004   | Sud-coréen  | chanteur                           |
| Hyunwoo      | 현우         | Choi Hyun-woo              | 최현우              | 4 décembre 2004   | Sud-coréen  | chanteur                           |
| Junghoon     | 정훈         | Kim Jung-hoon              | 김정훈              | 5 juillet 2005    | Sud-coréen  | chanteur                           |
| Seeun        | 세은         | Park Se-eun                | 박세은              | 17 août 2005      | Sud-coréen  | chanteur                           |
| Yujun        | 유준         | Jung Yu-jun                | 정유준              | 5 octobre 2005    | Sud-coréen  | chanteur                           |
| Hunter       | 헌터         | Papungkorn Lertkiatdamrong | ปภังกร เลิศเกียรติดำรงค์ | 5 octobre 2005    | Thaïlandais | danseur, chanteur                  |
| Yechan       | 예찬         | Lee Ye-chan                | 이예찬              | 21 octobre 2005   | Sud-coréen  | rappeur, danseur, chanteur, maknae |

## Discographie

### EP
| Titre                             | Détails                                                    | Classement | Ventes                  |
| Titre                             | Détails                                                    | COR        | Ventes                  |
| --------------------------------- | ---------------------------------------------------------- | ---------- | ----------------------- |
| House of Tricky: Doorbell Ringing | - Date de sortie : 30 mars 2023 - Label : KQ Entertainment | 4          | - COR : plus de 155 000 |
| House of Tricky: How to Play      | - Date de sortie : 2 août 2023 - Label : KQ Entertainment  | 4          | - COR : plus de 238 000 |

### Traductions
- (en) Cet article est partiellement ou en totalité issu de l’article de Wikipédia en anglais intitulé « Xikers » (voir la liste des auteurs).

### Sources
1. ↑  (en) https://koreajoongangdaily.joins.com, « KQ Entertainment’s new ten-member boy band named Xikers », sur koreajoongangdaily.joins.com, 24 février 2023 (consulté le 24 août 2023)
2. ↑  https://kpopsingers.com/xikers-members-group-profile/
3. ↑  (ko) 이데일리, « KQ엔터 새 보이그룹 팀명은 '싸이커스' », sur 이데일리,‎ 24 février 2023 (consulté le 24 août 2023)
4. ↑  (ko) 유용주, « ‘언더나인틴’ 이상민 이예찬 이준환 장루이 장민수 학생증 사진 공개 [포토엔] », sur entertain.naver.com (consulté le 22 août 2023)
5. ↑  (ko) 이이진 기자, « '언더나인틴' 센터=전도염, 원더나인 탄생…오는 4월 데뷔 [전일야화] », sur entertain.naver.com (consulté le 22 août 2023)
6. ↑  (ko) « KQ연습생 10인을 소개합니다! », sur entertain.naver.com (consulté le 22 août 2023)
7. ↑  (ko) « '케이큐 펠라즈 2', 미국 연수 리얼리티 '레디 투 원' 첫 방송 », sur 싱글리스트,‎ 24 août 2022 (consulté le 22 août 2023)
8. ↑  (ko) 박지윤, « 케이큐 펠라즈 2, '선배' 에이티즈 오마주한 'Geek' MV 공개 », sur entertain.naver.com (consulté le 22 août 2023)
9. ↑  (ko) « 제2의 에이티즈·블락비 키운다…’더 플레이어’ 캐스팅 공개 », sur 싱글리스트,‎ 5 septembre 2022 (consulté le 22 août 2023)
10. ↑  (en-GB) Gladys Yeo, « KQ Entertainment introduces new boyband xikers ahead of upcoming debut », sur NME, 27 février 2023 (consulté le 22 août 2023)
11. ↑  (ko) 김민지 기자, « 'KQ엔터 신인' 싸이커스, 30일 '하우스 오브 트리키 : 도어벨 링잉' 발매 », sur entertain.naver.com (consulté le 22 août 2023)
12. ↑  (ko) 김민지 기자, « 싸이커스, 데뷔 앨범 초동 10만장 돌파…역대 보이그룹 5위 », sur entertain.naver.com (consulté le 22 août 2023)
13. ↑  (ko) 선미경, « 싸이커스, 8월 2일 컴백 확정..5세대 루키 입지 굳힌다 », sur entertain.naver.com (consulté le 22 août 2023)
14. ↑  (ko) « 싸이커스, 이번엔 ‘하우 투 플레이’ », sur entertain.naver.com (consulté le 22 août 2023)
15. ↑  (en) https://koreajoongangdaily.joins.com, « xikers finds themselves in newest EP, 'House of Tricky : How to Play' », sur koreajoongangdaily.joins.com, 2 août 2023 (consulté le 22 août 2023)
16. ↑  Circle Album Chart :
  - (ko) « House of Tricky: Doorbell Ringing (2023) » (consulté le 22 août 2023)
  - (ko) « House of Tricky: How to Play (2023) » (consulté le 22 août 2023)